# Транспортное управление по юго-востоку Пенсильвании
Транспортное управление по юго-востоку Пенсильвании (англ. Southeastern Pennsylvania  Transportation Authority, SEPTA) — государственный оператор большинства автобусов, метро и пригородных железнодорожных путей в Филадельфии и в штатах Пенсильвания, Делавэр, и Нью-Джерси. В 2016 году общественным транспортом пользовались 1 085 000 пассажиров в день.
SEPTA является одним из двух американских агентств, обслуживающих все пять основных видов общественного транспорта: пригородные поезда, метро, трамваи (ЛРТ), троллейбусы и автобусы. Вторым агентством является Транспортное управление залива Массачусетс.

## Услуги

### Автобусы и троллейбусы
Автобусная система SEPTA включает в себя более чем 160 маршрутов в Пенсильвании и Нью-Джерси. Оплатить проезд можно картой SEPTAKey.

В 2015 году автобусами и троллейбусами пользовались в среднем 450 700 человек в день, что составляет 50 % от общего числа пассажиров.

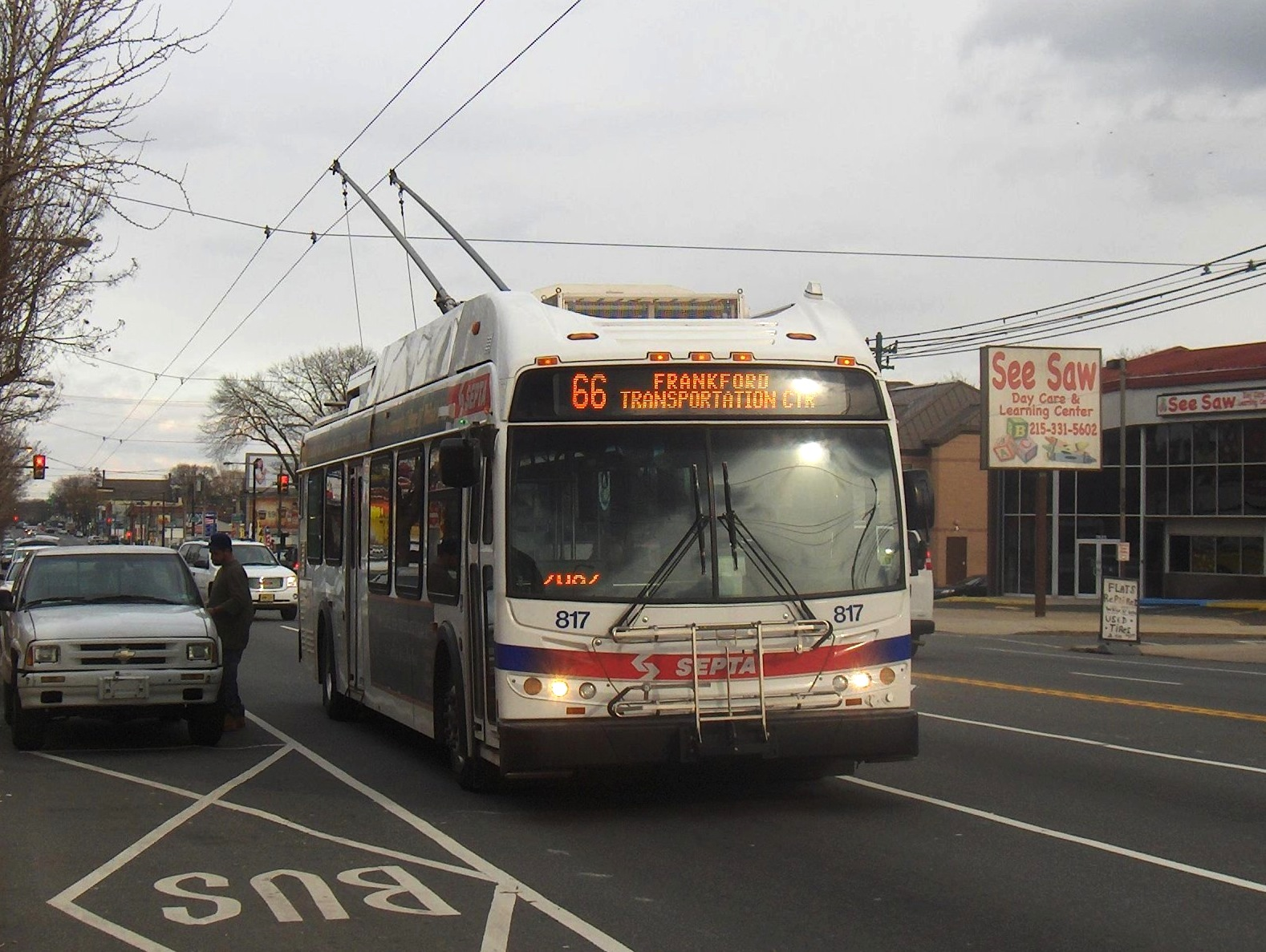
Троллейбус SEPTA

### Трамвай (ЛРТ)
Трамвай состроит из трех частей: частично-подземные маршруты 10, 11, 13, 34, 36, исторический маршрут 15 и пригородные маршруты 101 и 102. Первые две части связаны путями, но между ними нет маршрутного движения.

### Метро

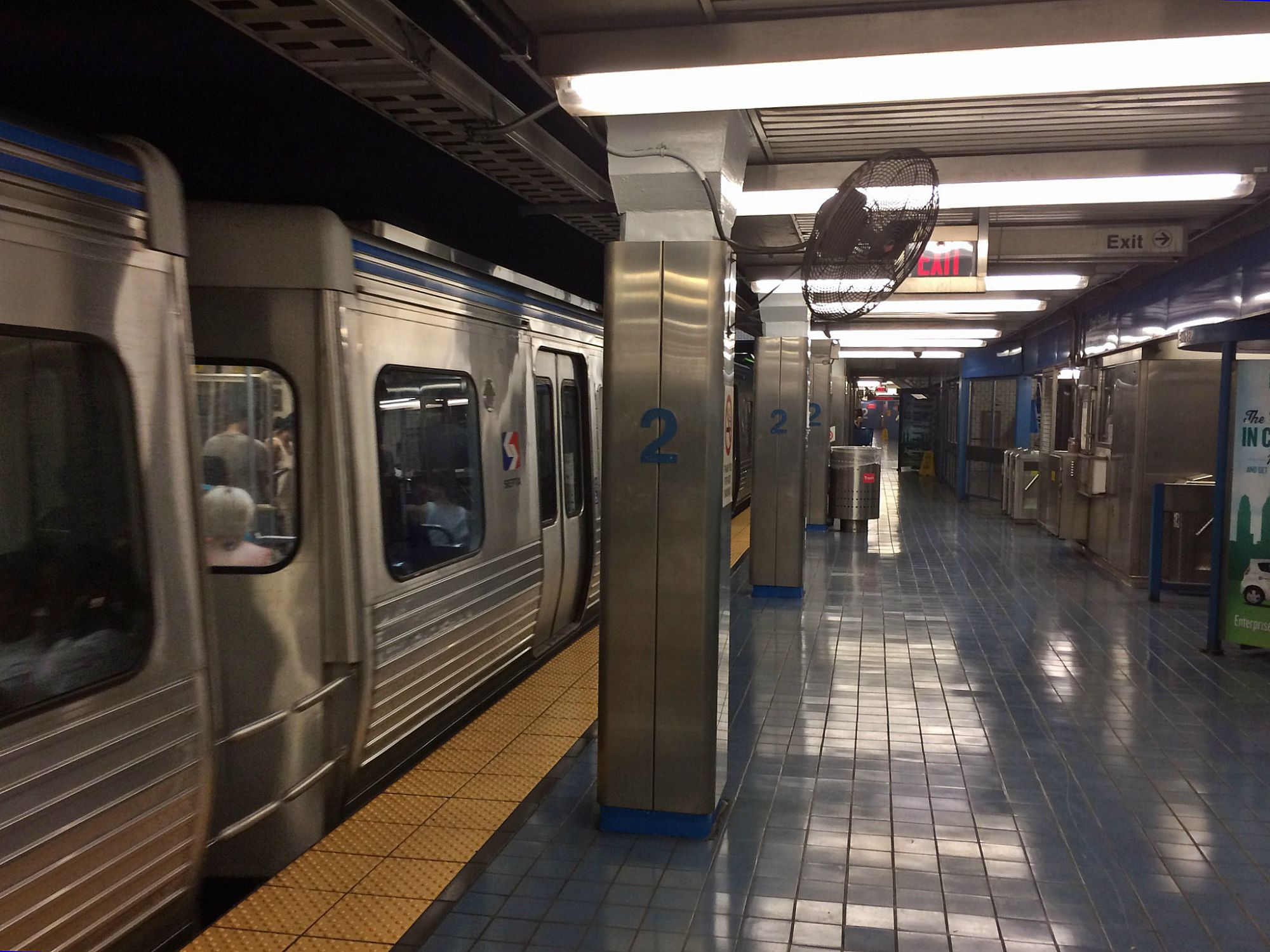
Поезд линии Маркет-Франкфорд на станция «2-я улица»

Метро состоит из двух линий: Линия Брод-стрит (оранжевая), Линия Маркет-Франкфорд (синяя линия), Сабвей-Сурфас (зелёная линия) и Норристун Хай-Спид Лайн (Норристаун Высокоскоростная Линия). Линия Брод-стрит — подземная, длинной 20,1 км и идёт под улицей Брод Стрит. Также имеет ответвление Брод-Ридж. Линия Маркет-Франкфорд имеет длину 20,8 км, проходит под землей в центре города между станциями 40-я улица и 2-я улица
Помимо собственно линий метро, в систему также входят и обозначаются на схемах пригородная Норристаунская высокоскоростная линия, соединяющая конечную синей линии 69-я улица и город Норристаун (обозначается фиолетовым цветом) и междугородняя линия PATCO, соединяющая центр Филадельфии с Камденом и другими городами штата Нью-Джерси (обозначается красным цветом, пересадка оплачивается отдельно).

### Пригородная электричка
Железная дорога состоит из тринадцати линий и 154 станций. В 2015 году электричками пользовались в среднем 102 500 человек в день.